# Il vichingo venuto dal sud
Il vichingo venuto dal sud è un film del 1971 diretto da Steno. Fu ridistribuito anni dopo re-intitolato Il magnifico mandrillo.

## Trama
Rosario Trapanese è un giovane manager siciliano al servizio dell'industriale milanese di calzature Borellon. Promosso a capo della filiale danese dell'azienda, prende possesso del suo nuovo ufficio a Copenaghen. Dopo un paio di settimane di lavoro, Larsen, che capisce cosa manca a Rosario, lo invita a partecipare a una serata all'insegna dello scambismo: la proposta entusiasma Rosario, tuttavia dopo il gioco degli scambi, finisce in bianco.
Nonostante si porti dietro la fama di maschio italiano, l'esperienza con le donne danesi è un fallimento per Rosario, deluso al punto di pensare di ritornarsene in Italia. Un giorno però incontra casualmente Karen, una studentessa di psicologia che parla italiano: i due ben presto si innamorano e in breve si sposano.
Karen ha nascosto al marito di avere girato un film erotico: quando l'uomo lo viene a sapere in Italia va su tutte le furie. Preso dalla gelosia torna a Copenaghen, pensando persino a un possibile delitto d'onore. Ma Rosario torna con la moglie quando capisce di non poterne fare a meno; vorrebbe perdonarla, ma intanto lei ha firmato un contratto per girare un secondo film erotico.

## Distribuzione
Distribuito dalla 20th Century Fox il 12 agosto 1971. Doppiaggio eseguito presso l'International Recording con la collaborazione della CD.

## Colonna sonora
Le musiche originali sono di Armando Trovajoli. Il gruppo pop Godfather esegue il brano sui titoli di testa, Jingles of my Mind. Il brano Incontro informale è invece intonato da Edda Dell'Orso.